# Сантос Урдинаран
Сантос Урдинаран (на испански: Santos Urdinarán) е уругвайски футболист, нападател.

## Кариера
Сантос Урдинаран прекарва цялата си кариера в Насионал Монтевидео. Сантос е по-малкият брат на друг известен футболист от Уругвай, трикратен шампион на Южна Америка и олимпийски шампион през 1924 г. - Антонио Урдинаран, по прякор „баскът“ (семейство Урдинаран идва от Баска автономна област), за това Сантос е наречен „Малкия баск“.
На световното първенство през 1930 г. играе 1 мач за Уругвай срещу Перу. Също така е двукратен олимпийски шампион (1923, 1924, 1926) и трикратен шампион на Южна Америка.

## Отличия

### Отборни
Насионал Монтевидео
- Примера дивисион де Уругвай: 1919, 1920, 1922, 1923, 1924[1]

### Международни
Уругвай
- Световно първенство по футбол: 1930
- Олимпийски игри златен медал: 1924, 1928
- Копа Америка: 1923, 1924, 1926